# مسجد لوز
 مسجد لُوز  یا ( مسجد فکری ) مسجدی تاریخی واقع در دهستان کوخرد در بخش کوخرد شهرستان بستک در غرب استان هرمزگان، یکی از آثارهای تاریخی و از نقاط دیدنی استان هرمزگان در جنوب ایران است.
«مسجد لُوز» یکی از مساجد تاریخی کوخرد هرمزگان است. ساختمان این مسجد، از سبک معماری تقلیدی و شبستان مسجد جامع قبله تقلید شده‌است. شبستان و ستون‌های آن از جهت به کار بردن قطعات سنگ‌تراشی شده نقوش گل و بوته قابل ملاحظه‌است. پوشش تزئینی تاق و سردرها و زینت‌کاری رواق‌ها با قطعات سنگ‌تراشیده شده آهکی فوق‌العاده جالب و ظریف صورت گرفته‌است. نقوش این رواق‌ها، از سبک نقش و نگار هندی.
تأثیر گرفته‌است. این مسجد از تزیین وگچبری مخصوص وزیبا، و شبستان بزرگ و (زیرزمینی) با طاق‌های اکلیل و گچ بری‌های زیبا و خواصی برخوردار بوده‌است.
مسجد مذکور در سال ۱۴۲۳ هجری قمری به طور کامل تعمیر وباز سازی شده‌است ودارای مناره‌ای مجلل و زیبا است. «مسجد لُوز» در کنار جاده سراسری از سمت مشرق «خیابان غیاث» و در بلوار «امام خمینی» در مرکز بخش کوخرد قرار دارد.

## فهرست منابع و مآخذ
- محمدیان، کوخردی، محمد. (شهرستان بستک و بخش کوخرد) ج۱. چاپ اول، دبی: سال انتشار ۲۰۰۵ میلادی.
- محمد، صدیق «تارخ فارس» صفحه‌های (۵۰ ـ ۵۱ ـ ۵۲ ـ ۵۳)، چاپ سال ۱۹۹۳ میلادی.
- محمدیان، کوخردی، محمد ، “ «به یاد کوخرد» “، ج۱. چاپ اول، دبی: سال انتشار ۲۰۰۳ میلادی.
- الکوخردی، محمد، بن یوسف، (کُوخِرد حَاضِرَة اِسلامِیةَ عَلی ضِفافِ نَهر مِهران Kookherd, an Islamic District on the bank of Mehran River) الطبعة الثالثة، دبی: سنة ۱۹۹۷ للمیلاد.